# Tarraga (civitas)
Tarraga o Tarraca fue, según noticias de Plinio, la única ciudad federada romana situada dentro del convento jurídico cesaraugustano. Se situaría entre Segia y Cara por lo que actualmente se ubica entre la actual Sádaba y Uncastillo, sobre el yacimiento de Los Bañales. La ciudad fue fundada sobre un antiguo poblado vascón.

## Historia
Plinio el Viejo (Nat. Hist . III, 24), la sitúa dentro del Convento de Caesaraugustian, como ciudad federada con los nombres de Tarraga o Tarraca (tarracenses / tarragenses) (el nombre depende de las copias de los manuscritos). Según Claudio Ptolomeo, la ciudad vascona de Tarraga se encontraba en la vía de Caesaragusta a Pompaelo (II 6, 66). Esta última ruta, sin embargo, no aparece en el itinerario de Antonino En el Ravenate, se mencionan los sitios entre Caesaraugusta e Iturissa, donde se cita a Teracha y, aunque puede haber dudas, parece que Tarraga es lo mismo, adaptado a las reglas fonéticas de la época. Gracias a la misma fuente, se concluye que Tarraga debió estar en la zona oriental del territorio de los vascones.
Por lo que se deduce de las fuentes documentales y gracias a los restos arqueológicos encontrados, de gran monumentalidad en correspondencia a la categoría jurídica de la ciudad, los investigadores han identificado la ciudad con el actual yacimiento de Los Bañales, a la espera de la aparición de una inscripción pública en futuras excavaciones que pueda resolver esta cuestión.
La condición de Civitate foederata la pudo obtener como resultado de un acuerdo o ayuda con ellos.